# Застава Вијетнама
Застава Социјалистичке републике Вијетнама је позната и као „црвена застава са жутом звездом“. Усвојена је 30. новембра 1955. док је Вијетнам био демократска република а државна застава је постала после рата у Вијетнаму 2. јула 1976.
Заставу је дизајнирао Нгуен Ху Тиен (виј. Nguyễn Hữu Tiến), комуниста током револуције против француског колонијализма. Револуција је пропала и он је погубљен са вођама револуције.
На застави се налази жута звезда петокрака која представља вијетнамце као народ. Њених пет кракова представљају раднике, сељаке, војску, интелектуалце и трговце.
Неки вијетнамски имигранти који живе изван ове земље користе заставу бившег јужног Вијетнама као свој симбол. Америка је признала ову заставу као Вијетнамску заставу културног насљеђа и слободе. Застава стоји на на два меморијална мјеста у Калифорнији и Аустралији. Вијетнам се противи овом ставу истичући да су они самостална и независна држава са дипломатским односима са САД-ом.

## Старе заставе
- Француска Индокина (1883)
- Јужни Вијетнам (1945 до 1948)
- Северни Вијетнам (1945 до 1955)
- Јужни Вијетнам (1948 до 1975)
- Јужни Вијетнам (1975 до 1976)